# Єкатеринбурзький державний академічний театр опери та балету
56°50′21″ пн. ш. 60°37′00″ сх. д. / 56.839166666667° пн. ш. 60.616686° сх. д.
Єкатеринбурзький державний академічний театр опери та балету — стаціонарний театр опери і балету в Єкатеринбурзі, заснований в 1912 році. Будинок побудований за проєктом інженера Володимира Семенова. У будівлі Оперного театру 8 листопада (26 жовтня) 1917 року в відкритому засіданні Єкатеринбурзька Рада робітничих і солдатських депутатів проголосила встановлення радянської влади в місті і на Уралі.

## Історія
У 1870-х роках представники місцевої інтелігенції організували Єкатеринбурзький музичний гурток. Оперна трупа вперше з'явилася в Єкатеринбурзі в сезоні 1879—1880 років: її привіз антрепренер Петро Медведєв. Надалі оперні антрепризи виступали тут не раз, а з 1907 року стали щорічними.
У 1912 році на Дров'яній площі (нині — Площа Паризької комуни) на місці дерев'яного цирку, який існував тут з 1896 року, було зведено театральну будівлю із залом для глядачів підковоподібної форми, розрахованим на 1200 місць. Театр був побудований за проєктом п'ятигорського цивільного інженера Володимира Семенова за типом відомих Віденського і Одеського оперних театрів. Семенов виграв конкурс на проєкт міського театру в 1904 році, у віці тридцяти років. У роботі над проєктом молодому тоді автору допомагав архітектор Костянтин Бабикін.
Театр відкрився 2 вересня 1912 оперою Михайла Глінки «Життя за царя». Першим головним диригентом театру став Сильвіо Барбіні. Багаті традиції приватних антреприз, гастрольних труп і міських музичних гуртків допомогли театру швидко набути впевненості і власне ім'я. У 1914 році з постановки Ф. Ф. Трояновським «Чарівної флейти» Рікардо Дриго почався літопис Єкатеринбурзького балету.
Після Жовтневого перевороту театр був закритий, відкрився знову в 1919 році. У 1922 році була заново створена балетна трупа, її першим спектаклем стала «Коппелія» Лео Деліба в постановці П. К. Йоркіна.
У 1924 році театр був перейменований, ставши Державним оперним театром імені А. В. Луначарського. З 1931 року у театра нова офіційна назва — Свердловський театр опери та балету імені А. В. Луначарського. У 1936 році площа перед будівлею театру була упорядкована за проєктом архітектора Сигізмунда Домбровського. У 1962 році театр був нагороджений орденом Трудового Червоного Прапора, з 1966 року — носить звання академічного. Театр двічі був удостоєний Державної премії СРСР: в 1946 році (тоді — Сталінська премія) за постановку опери «Отелло», першим з периферійних театрів, і в 1987 році — за сценічне народження опери В. Кобекина «Пророк».
У 1981—1982 роках проводилася реконструкція будівлі, що завершилася до 26 грудня 1982 року. У 1982—1985 роках під керівництвом архітектора і художника Георгія Шишкіна велися роботи по створенню музею театру. Художник виконав дві настінні розписи та галерею портретів солістів театру (він же є автором ліхтарів, що стоять перед будівлею театру і в Історичному сквері).

## Колектив
В різний час в театрі працювали і працюють: Народні артисти РРФСР і Росії: Є. Алтухова (1956—1964), Л. Баратов, М. Владимирова, Л. Воробйова, М. Голишев, А. Людмилін, А. Маргулян, М. Мінський, В. Нестягіна, І. Семенов (1954—1974), С. Залізняк, А. Жилкін, О. Плетенко, О. Гускіна, Володимир Огновенко.
Засл. арт. РРФСР і РФ: Д. Аграновський, М. Боголюбов, М. Глазунова, Л. Громико, Г. Зелюк, В. Китаєва, Л. Коновалова, Л. Краснопільська, О. Месняєв, Д. Спришевська, О. Ульянов, В. Круглов, М. Моїсеєв, С. Сергєєв, С. Тарановська, Т. Бобровицька, В. Добровольська, О. Соловйова, В. Петров, В. Абашева, Т. Гічіна, К.Нейжмак, Н. Гордієнко, Ю. Вєдєнєєв, В. Половинкин, М. Остапенко, І.Глушков, М. Рижкова, В. Захаров, С. Пастухова, Ю. Девін, В. Чеберяк, Н. Бабинцева.
1. ↑  https://ru-monuments.toolforge.org/wikivoyage.php?id=6610029000